# ウィリアム・ウェブ
ウィリアム・フラッド・ウェブ（英語: Sir William Flood Webb KBE、1887年1月21日 - 1972年8月11日）は、オーストラリアの裁判官。オーストラリア高等裁判所判事、極東国際軍事裁判裁判長を務めた。

## 略歴
- 1887年1月21日　ブリスベンに生まれる。
- ウォリックのセント・メリーズ校（St Mary's School）、クイーンズランド大学（法学）で学ぶ。
- 1913年6月13日　クイーンズランド州法曹資格を取得する。
- 1915年　クイーンズランド州公選弁護人に就任。
- 1917年3月17日　サンドゲイトの聖心教会で、ビアトリス・アニューと結婚。
- 1922年 − 1925年　クイーンズランド州法務次官を務める。
- 1922年　コモンウェルス調停仲裁法廷（英語版）裁判官に就任（1927年まで）。
- 1925年 − 1945年　クイーンズランド調停裁判所の会長を務める。
- 1925年　クイーンズランド最高裁判所（英語版）裁判官に就任。
- 1940年 − 1946年5月16日　クイーンズランド州最高裁判所長官（首席裁判官）を務める。
- 1943年　オーストラリア政府により、第二次世界大戦における日本の戦争犯罪の調査担当に任命される。
- 1944年　ロンドンで国際連合戦争犯罪委員会にレポートの報告。
- 1946年5月16日　オーストラリア高等裁判所裁判官に就任。以降12年間在任した。
- 1948年11月12日　極東国際軍事裁判（IMTFE）開始から2年以上を経て、全員に有罪判決を下す。なお、この裁判でウェブが裁判長を務めたことに対し、前記オーストラリア政府から日本の戦争犯罪の調査担当に任命されたことを理由として弁護団より裁判官忌避の申し立てがなされている。
- 1954年　大英帝国勲章ナイト・コマンダー章を授与される。
- クイーンズランド大学より、名誉法学博士号を授与される。
- 1972年8月11日　ブリスベンで死去。85歳。

キャンベラのベルコネン地区にある「ウィリアム・ウェブ通り」 (William Webb Drive) は、彼の名にちなんで名付けられた。

## 極東国際軍事裁判におけるウェブ

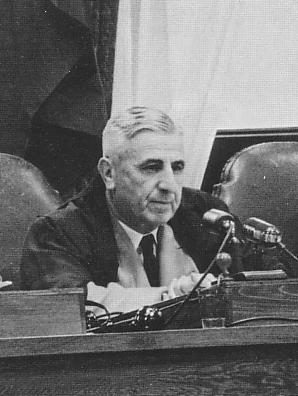
極東国際軍事裁判の裁判長を務めるウェブ

当時白豪主義を採っていたオーストラリアは、有色人種への迫害政策を行っていた。反日主義者として知られていたウェブは、終戦後の1945年9月にオーストラリア政府の依頼を受け、1942年に日本軍がニューブリテン島ラバウルへの攻撃に際して、オーストラリアではテレビ放送で映像を流したとのことであるが、沈められた日本の船から脱出した日本人（捕虜）ら数百人を航空機から執拗な機銃掃射によって虐殺した上で、150名以上のオーストラリア人及び先住民を殺害したとされる報告書を現地調査を行った上で発表した。
天皇の訴追を主張していたオーストラリア政府は彼を代表判事に選ぶことにより、天皇を法廷で裁くという意思を表明したものと考えられる（法律上の観点から見ると、本来事件の告発に関与した者はその事件の裁判官になることはできない）。
そのようなウェブの意向は法廷における訴訟指揮でも表れた。裁判の開会の辞においては「被告達は嘗て、如何に重要な地位にあったにしても、それが為に受ける待遇は、最も貧しい日本兵、或いは一朝鮮人番兵よりも良い待遇を受ける理由は見当たらない」と日本の戦争指導者に対する敵意を露にした。
裁判も検察側に有利になるように進められたケースが多々あり、検察側に不利な発言や意見が弁護側から出されると、裁判長の訴訟指揮権を行使して遮ったり却下したりするといった場面がしばしば見られた。最も有名なのがアメリカ人弁護人のベン・ブルース・ブレイクニー及びジョージ・A・ファーネスの「事後法で人を処罰することは出来ない」といった旨の弁論に対しても、「全ての動議を却下する。その理由は将来闡明にする」として裁判を続行させたケースである。また清瀬一郎の「この裁判（極東国際軍事裁判）はいかなる根拠において実施できるのか」という質問に対しても「後から答える」とだけ述べて休廷し、その後回答することはなかった。また、中国で冀東保安隊が日本人居留民に対して略奪、暴行、凌辱、殺戮など残虐の限りを尽した通州事件についても却下している。
法の不遡及は法の一般原則とされており（成立過程が独特な国際法上においても、必ず要請されるべきか否かは議論のあるところだが）、これを検討することなく却下したことは訴訟指揮上大きな問題とされる。ただ、これは先に開始したニュルンベルク裁判の訴訟経緯を踏まえた決断とも考えられる。
また、前述の通り、天皇を法廷に立たせるべきとの見解を持っていたことから、天皇を戦犯にせず、占領政策に利用する意向を決定していたダグラス・マッカーサーの命令を受け、裁判を天皇に責任が無いという展開に進めることを意図していたジョセフ・キーナン首席検事とは激しく対立していた。
オランダのベルト・レーリンク判事の証言によると、ウェブは酒気を帯びた状態で法廷に来ていたこともあったという。
1922年に死刑を廃止したクイーンズランド州（オーストラリアの他の州の死刑廃止は1968年から1985年）の判事であったウェブは、23年間にわたる判事生活で死刑を言い渡すのは極東国際軍事裁判が初めてだったため、「極東国際軍事裁判所は、被告を絞首刑に処する」の部分の口調はある意味の興奮があったという。ちなみに、ウェブ自身は被告人全員の死刑に反対票を投じている。